# ЄЕСУ

ЄЕСУ (Єдині енергетичні системи України) — українська енергетична компанія, яка існувала в період з 1995 по 2009 рік. У 1995—1996 роки — найбільший імпортер природного газу в Україну (з Росії та країн Середньої Азії). Штаб-квартира «ЄЕСУ» розміщувалася в Дніпропетровську та Києві. З 1991 по 1995 рік офіційно називалася Корпорація «Український Бензин»; в листопаді 1995 року перейменована в ЄЕСУ.
Управління компанією здійснювали Юлія Тимошенко (листопад 1995 — січень 1997) та її чоловік Олександр Тимошенко (з 1997), а в останні роки діяльності ЄЕСУ директором ЄЕСУ був Леонід Федорович Келеберда.
В 2009 році компанія була ліквідована за рішенням учасників.

## Заснування компанії
У 1991 році Юлія Тимошенко з чоловіком Олександром Тимошенком і другом сім'ї Олександром Гравцем заснували українсько-кіпрське спільне підприємство «Корпорація Український Бензин» (КУБ); комерційним, а потім і генеральним директором якого була Юлія Тимошенко. КУБ мала «іноземні інвестиції» і тому користувалася податковими пільгами.
В період з 1992 до 1994 року КУБ стала монополістом у постачанні нафтопродуктів для сільського господарства Дніпропетровської області. Постачання здійснювалось за бартерною схемою, що дозволяло компанії отримувати надприбутки.
У листопаді 1995 року КУБ була перереєстрована в промислово-фінансову корпорацію «Єдині енергетичні системи України» (ЄЕСУ). Форма «перереєстрації» була обрана, щоб зберегти податкові пільги компанії КУБ як «компанії з іноземними інвестиціями». В судових документах у справі Лазаренка як батьківська компанії ЄЕСУ фігурує компанія B.V.I. shell, заснована компанією Mossack Fonseca, яка вважається четвертою за розміром юридичною фірмою — спеціалістом з офшорів.
У 1995—1996 роках ЄЕСУ досягла річного обсягу продажів в $ 11 млрд і, користуючись підтримкою Павла Лазаренка (в 1995—1996 віце-прем'єр з паливно-енергетичного комплексу, у 1996—1997 прем'єр-міністр України), мала монополію на торгівлю російським природним газом в Україні.
В 1997 Ю. Тимошенко покинула пост у зв'язку з обранням депутатом Верховної Ради України; пост президента ЄЕСУ зайняв її чоловік Олександр Тимошенко.

## Пік діяльності ЄЕСУ, 1996—1997 роки
Пік діяльності ЄЕСУ припав на 1996—1997 роки. Основним напрямком діяльності було постачання газу в Дніпропетровську, Донецьку, Полтавську, Черкаську, Сумську, Кіровоградську та Миколаївську області. Конкурентом ЄЕСУ на ринку газу була «державна акціонерна корпорація „Республіка“» Ігоря Шарова та Ігоря Бакая.
У рекламному буклеті ЄЕСУ говорилося, що до її складу увійшли 20 підприємств, науково-дослідні інститути, венчурні фірми, авіакомпанія «ЄЕС-Авіа», банки «Південкомбанк» та «Слов'янський».
В цей час за сприяння Першого віце-прем'єр-міністра, а згодом Прем'єр-міністра України Павла Лазаренка компанія отримала державну ліцензію і здійснювала постачання газу та нафтопродуктів до Дніпропетровської області, а з 1996 — до України в цілому. Прибутки компанії формувались в основному за рахунок продажу в Росію «українських товарів, які ЄЕСУ отримувала по бартеру від українських підприємств в обмін на газ» (оскільки гривня була введена лише з вересня 1996 року, до того періоду в Україні була гіперінфляція і бартер). Частина грошей виводились через турецьку компанію United Energy International Limited (UEIL), яка була дочірньою компанією ЄЕСУ, та, можливо, ще декілька закордонних компаній.

## Занепад ЄЕСУ, припинення активної діяльності, 1997—1999 роки
У 1997 році президент Кучма звільнив прем'єр-міністра Лазаренка, який був покровителем ЄЕСУ. Податкова інспекція Україна висунула позов проти ЄЕСУ на 1.4 млрд грн.
В 1998 році під тиском штрафів Податкової інспекції ЄЕСУ припинила роботу на газовому ринку Україні, а незабаром припинила й інші види діяльності. В середині 1998 року компанія була позбавлена «ліцензії на зовнішньо-економічну діяльність», що унеможливило виконання контрактів з Росією (відомі як «справа ЕЄСУ та Міноборони Росії»).
Роль Павла Лазаренка у долі компанії ЄЕСУ була двоякою:
- Опіка віце-прем'єра (5.9.1995 — 27.5.1996) та прем'єр-міністра (28.5.1996 — 2.7.1997) Лазаренка дозволила ЄЕСУ зайняти на «газовому ринку України» майже монопольне становище (конкуренцію створювала фірма «Республіка»)[6] Однак і до Лазаренка — КУБ і ЄЕСУ були досить потужними компаніями; одними з найбільших енергетичних і виробничих компаній України[джерело?].
- З іншого боку, покровительство Лазаренка втягнуло ЄЕСУ в конфлікт прем'єр-міністра Лазаренка з президентом Кучмою.

Після відставки П. Лазаренка з посади прем'єр-міністра (2.7.1997) ЄЕСУ була витіснена з ринку торгівлі газом. Зокрема, на ЄЕСУ в 1997—1999 роках були накладені «спірні штрафи Податкової інспекції» на загальну суму близько 1.5 млрд доларів, що було абсолютно непід'ємно для компанії[джерело?]. Також систематичні жорсткі перевірки Податкової та інші «економічні методи тиску» вже до 1998 року повністю розорили ЄЕСУ. Після 1998 року ЄЕСУ практично не вела помітної торгово-економічної діяльності, а «мільярдний штраф, накладений на ЄЕСУ» став підставою для багаторічних переслідувань Ю. Тимошенко, і найвідомішим компроматом на неї.
В 1999 Лазаренко був затриманий в США.

## 2000—2001 роки
- 30 грудня 1999 Ю. Тимошенко була призначена віце-прем'єром з ПЕК в уряді Віктора Ющенка. Ю. Тимошенко провела «упорядкування справ у паливно-енергетичному комплексі» і мобілізувала до держбюджету значні суми — це суперечило інтересам «команди президента Кучми»[джерело?]. У серпні 2000 був заарештований чоловік Ю. Тимошенко (за «діяльність ЄЕСУ в 1995—1997 роках»; звільнений з СІЗО без суду 8.8.2001)[11];
- 19 січня 2001 Юлія Тимошенко була звільнена з посади віце-прем'єра з ПЕК, а 13 лютого відправлена у слідчий ізолятор за звинуваченням у тому, що (при перебуванні главою ЄЕСУ у 1995—1997 роках) здійснювала так звану «контрабанду російського газу в Україну».
- 27 березня 2001 року Печерський районний суд Києва скасував санкцію на арешт Тимошенко, визнавши висунуті проти неї звинувачення неспроможними і вона була звільнена (відбувши 42 доби у СІЗО).

### Контрабанда російського газу
Поняття «контрабанда природного газу» виникло тому, що з середини 1998 року уряд України (за словами Георгія Олійника та Олександра Турчинова), заборонив ЄЕСУ постачати матеріали в Росію, відібравши у ЄЕСУ «ліцензію на зовнішньоекономічну діяльність».
За словами Турчинова в середині 1998 року влада відібрала у ЕЄСУ «ліцензію на зовнішньо-економічну діяльність», а після цього «газ, який ЄЕСУ продала в минулому 1997 році» був визначений як «контрабанда». Але, за словами Турчинова, про відсутність «контрабанди газу» свідчить той факт, що «правоохоронні органи Росії» ніколи не звинувачували Газпром у «контрабандному продажу газу для ЄЕСУ».
Після парламентських виборів 1998 року, Юлія Тимошенко, стала депутатом Верховної Ради і очолила бюджетний комітет (1998—2000 роки), ця посада дозволяла впливати на розподіл державних фінансів. Однак це посилення позицій Тимошенко (а також її робота віце-прем'єром з паливно-енергетичного комплексу в 2000—2001 роках) не призвели до відродження ЄЕСУ.

## 2001—2003 роки. Звинувачення проти Тимошенко у справі ЄЕСУ 1996—1997 років
Перші звинувачення (у лютому 2001 року) проти Тимошенко щодо «діяльності на посаді президента ЄЕСУ в 1995—1997 роках» формулювалися так: «контрабанда російського природного газу, ухилення від сплати податків в особливо великих розмірах, посадовий підлог» Спочатку «сума несплати податків» була визначена близько 30 млн дол.; але потім (коли почалася боротьба президента Кучми проти екс-прем'єра Лазаренка) на корпорацію ЄЕСУ були накладені три штрафи, які в сумі сягнули майже мільярда доларів.
У 2003 році «контрабанда природного газу» була перекваліфікована на «заволодіння чужим майном шляхом зловживання службовим становищем та в особливо великих розмірах». Варто зазначити, що формулювання «контрабанда газу» не мало прецедентів, і саме тому було замінене.

У 2005 році «незалежні розслідування в ряді українських ЗМІ» показали, що розмір спірної суми коливається від 5,2 млрд до 8 млрд гривень, а сама сума боргом не є, а є нарахованими «Контрольно-ревізійним управлінням Міністерства фінансів України» штрафними санкціями на ЄЕСУ за результатами 3-х перевірок.
30 квітня 2002 Києво-Святошинський суд Київської області зняв усі звинувачення, висунуті Генеральною прокуратурою проти Юлії Тимошенко та її чоловіка.
9 квітня 2003 Апеляційний суд Києва підтвердив рішення про зняття звинувачень, і скасування кримінальної справи стосовно Юлії Тимошенко та її чоловіка.
У вересні 2004 року Ю. Тимошенко подала в суд «позов на дії Генеральної прокуратури України», вимагаючи остаточно закрити всі справи щодо ЄЕСУ.

## 2005 рік. Закриття кримінальних справ ЄЕСУ в Україні та в Росії
У червні 2004 року (перед початком президентських виборів в Україні) «Головна військова прокуратура Росії» оголосила Тимошенко в міжнародний розшук «за звинуваченнями в даванні хабаря високопоставленим чиновникам Міністерства оборони РФ з метою укладення контракту на поставку будівельних матеріалів (фірмою ЄЕСУ) за явно завищеними цінами».
24 січня 2005 президент Ющенко (в день своєї інавгурації) призначив Ю. Тимошенко виконуючою обов'язки прем'єр-міністра. Через два дні, генеральний прокурор Росії Устинова заявив, що у разі приїзду Тимошенко до Росії вона буде арештована.
28 січня 2005 генпрокурор України Піскун скликав прес-конференцію в Києві і заявив, що «справа ЄЕСУ» стосовно Ю. Тимошенко та інших фігурантів, в Україні закрита.
15 лютого 2005 року, після того, як Верховна рада затвердила Тимошенко на посаді прем'єр-міністра (4 лютого 2005 року), генеральний прокурор Росії Устинов оголосив, що «не буде ніяких проблем, якщо вона захоче приїхати до Москви», але кримінальну справу в Росії тоді не було закрито. «Можливість приїзду Тимошенко і продовження розслідування кримінальної справи щодо неї ніяк між собою не пов'язані, розслідування буде продовжуватися», — зазначив тоді Устинов.
11 квітня 2005 року пролунала заява генерального прокурора Устинова, що справа щодо Тимошенко не припинена: «Вона як і раніше знаходиться в розшуку». Правда, він тут же додав, що в разі її візиту, візит «буде здійснений відповідно до протоколу і міжнародних норм».

### Звинувачення Ющенка на адресу Тимошенко, вересень 2005 року
Після відставки уряду Юлії Тимошенко президент України Віктор Ющенко в інтерв'ю агентству «Associated Press» 13 вересня 2005 року звинуватив Тимошенко в тому, що вона використовувала посаду прем'єр-міністра для списання боргів її колишньої компанії «Єдині енергетичні системи України» (ЄЕСУ) перед державним бюджетом на суму 8 млрд гривень (1,6 млрд доларів).. Заява Ющенка не мало ніякого продовження, хоча Ющенко, як президент, мав безпосередній вплив на Службу безпеки України та генпрокуратуру. Сама Тимошенко воліла не відповідати на звинувачення, а заявила, що Ющенко використовує проти неї ті ж методи, які раніше використовувала адміністрація Кучми.

### Закриття кримінальних справ ЄЕСУ в Україні та в Росії, листопад-грудень 2005 року
Зрештою, Юлія Тимошенко відвідала Росію лише після відставки з посади прем'єр-міністра, у вересні 2005 року. У Москві вона зустрілася з представниками генпрокуратури, відповіла на їхні запитання і, за словами Тимошенко, всі обвинувачення проти неї були зняті.
У листопаді 2005 року (вже після відставки Ю. Тимошенко з посади прем'єр-міністра) Верховний суд України підтвердив законність закриття всіх кримінальних справ проти Тимошенко. Тимошенко заявила тоді, що суд підтвердив законність закриття 28 кримінальних справ проти неї, а також усіх кримінальних справ проти її сім'ї та співробітників ЄЕСУ, порушених за останні 10 років. Перед цим, з лютого по серпень 2005 року, судові інстанції України звільнили ЄЕСУ від сплати боргів та інших платежів до держбюджету. Відповідні рішення прийняли господарські суди м. Києва та Дніпропетровської області, а також Вищий господарський суд України.
Головна військова прокуратура Росії лише 26 грудня 2005 оголосила, що «справа ЄЕСУ» щодо Юлії Тимошенко в Росії припинена у зв'язку із закінченням терміну давності. Адвокат Юлії Тимошенко припустив, що для того, щоб закрити безперспективну справу, співробітникам прокуратури, очевидно, довелося перекваліфікувати її: «Термін давності у справі закінчується тільки восени наступного року, — пояснив він. — Слідчі могли перекваліфікувати справу з частини 2 статті 291 КК Росії („Давання хабаря“) на частину 1 тієї ж статті — менш тяжку, за якою строк давності обчислюється вже не десятьма, а шістьма роками».

## Кримінальна справа Павла Лазаренка в США
За інформацією прес-бюро газети «2000» і менш достовірної інформації, яка розміщена на форумі газети, згідно зі Справою Окружного суду США № 1:04-cv-00798-PLF, Вашингтон, округ Колумбія, відкритою 30 липня 2005 року (позов до Павла Лазаренка), Юлія Тимошенко (див. ст.36) проходить як співучасниця за енергетичними схемами ЄЕСУ і ІТЕРА за здійснення платежів на адресу Лазаренка на суму 162 мільйона доларів:

Витяг з обвинувального висновку у справі Лазаренка Павла Івановича, колишнього Прем'єр-Міністра України:
36. Під час перебування Лазаренка на посаді віце-прем'єра з енергетики, «Єдині енергетичні системи України» (ЄЕСУ) були особливою корпорацією, що володіла різними привілеями, в тому числі і повноваженнями на поставки природного газу до Дніпропетровської області. Корпорація ЄЕСУ перебувала під контролем Юлії Тимошенко та інших спільників Лазаренко. Починаючи приблизно з грудня 1995 року і до 1997 року, ЄЕСУ отримувала природний газ від РАО «Газпром» за контрактами, укладеними відповідно до повноважень корпорації. Крім того, приблизно 31 грудня 1996 прем'єр-міністр України Павло Лазаренко ініціював видачу державної гарантії на суму 200 млн дол. США (бенефіціаром виступало РАО «Газпром») на поставку природного газу на адресу ЄЕСУ, таким чином змусив український уряд взяти на себе можливі борги ЄЕСУ перед РАТ «Газпром».
37. Починаючи з січня 1996 року, корпорація ЄЕСУ передала права на імпортний природний газ компанії United Energy International (UEIL) — власнику 85 % пакета акцій ЄЕСУ. Вона була заснована 17 жовтня 1995 року по розпорядженню Юлії Тимошенко. Компанія (ЄЕСУ) незаконно направляла платежі, отримані від українських клієнтів за природний газ, поставлений компанією ЄЕСУ, на банківські рахунки, що належать компанії UEIL. З 8 квітня 1996 року по 31 грудня 1996 замість того, щоб заплатити РАТ «Газпром» за поставлений газ грошима, отриманими компанією UEIL, UEIL перевела приблизно 140 млн дол кіпрській фірмі Somoli Enterprises, яка була зареєстрована на Кіпрі 8 жовтня 1992, і яка перебувала під контролем Юлії Тимошенко та інших осіб.
38. Надалі (1996—1997) Тимошенко та її спільники використовували підконтрольні їм підприємства (не тільки ЄЕСУ, UEIL і Somoli Enterprises) для здійснення платежів на адресу Лазаренка на суму принаймні в 162 млн доларів. Лазаренко отримав ці кошти завдяки посаді урядовця в Україні.

### 2007 рік. У США «справа ЄЕСУ» давно закрита
21 лютого 2007 інформаційне агентство УНІАН опублікувало повідомлення з коментарями прес-аташе посольства США в Україні Джона Саллівана, в яких зазначалася відсутність звинувачень на адресу Ю. Тимошенко та будь-яких розслідувань щодо неї на сьогоднішній день.
23 лютого 2007 року на ранковому засіданні Верховної Ради України було оголошено відкритий лист послу США в Україні Вільяму Тейлору, підписаний представниками фракцій «антикризової коаліції» (Партія регіонів, СПУ, КПУ), з проханням дати пояснення щодо статусу Тимошенко в справі Лазаренка (тобто, чи проходила Тимошенко як обвинувачена).
1 березня 2007 на сайті Посольства США в Україні була опублікована відповідь посла Вільяма Тейлора на лист представників фракцій «антикризової» коаліції; ця відповідь стверджує, що Юлія Тимошенко не була учасником процесу у справі Павла Лазаренка; а матеріали судових засідань у цій справі, розміщені в Інтернеті, не повинні розглядатись відірвано від контексту, вони використовувалися у судовому процесі для зібрання необхідних доказів у справі пана Лазаренка; справу закрито.

### 2016—2018 рік
У 2016 році екс-прокурор США Марта Берш заявила проте, що у них були докази переказів з рахунків, які, на їх думку, контролювалися пані Тимошенко, на рахунки, які контролювалися паном Лазаренком. Згідно з матеріалами процесу, суд проаналізував транзакції з рахунків ЄЕСУ, підконтрольної Юлії Тимошенко. ЄЕСУ переказала на підконтрольні Лазаренку рахунки щонайменше 162 мільйони доларів. Сама Юлія Тимошенко відкидає будь-які звинувачення.
23 квітня 2018 року згідно розпорядження суду Округу Колумбія суд підтвердив обґрунтованість підозр у здирництві і відмиванні грошей у зв'язку з виведенням коштів компанією ЄЕСУ Юлії Тимошенко на рахунки Павла Лазаренка.

## Борги ЄЕСУ
Корпорацію ЄЕСУ неодноразово звинувачували в наявності несплачених боргів.

### В Україні
У 2005 році, розслідування українських ЗМІ показали, що спірна сума «боргів ЄЕСУ» перед українським держбюджетом в різний час коливалася від 5,2 млрд до 8 млрд гривень (тобто від 1 до 1.5 млрд доларів), але сама сума боргом не є, а є нарахованими КРУ (Контрольно-ревізійним управлінням Міністерства фінансів України) штрафними санкціями стосовно ЄЕСУ за результатами 3-х перевірок в 1997—1998 роках (Алла Єрьоменко. «Судово-політична ретроспектива позовів до ЄЕСУ». Газета «Дзеркало тижня» № 38, 1 жовтня 2005.). Податкову інспекцію в ті роки очолював Азаров Микола Янович.
Але після закриття генпрокуратурою України «справи ЄЕСУ» (28 січня 2005 року), до цих колосальних штрафів Податкової інспекції (розміром від 1 до 1.5 млрд доларів) вже не поверталися.

### В Росії, 2011 рік
У березні 2011 року в парламенті України (за ініціативою «Партії регіонів») була створена «тимчасова слідча комісія» щодо справ ЄЕСУ в 1996—1997 роках. 7 квітня 2011, голова цієї комісії (депутат від «Партії регіонів») Богословська заявила в інтерв'ю на телебаченні, що комісія направила запит до генпрокуратури України, з проханням спрямувати запит до генпрокуратури Росії стосовно боргів ЄЕСУ в Росії, і про зв'язок цих боргів з розпорядженням Тимошенко про підписання «газових контрактів між Україною і Росією від 19.1.2009».
10 червня 2011 року Міноборони Росії відповіло на запит генпрокуратури України, що за ЄЕСУ числиться борг у розмірі 405 млн дол. (за недопоставлені будівельні матеріали в 1996—1997 роках); Міноборони РФ попросило вирішити питання про повернення боргу за рахунок держбюджету України. Але прем'єр-міністр Азаров категорично відкинув можливість повернення боргу за рахунок держави; але на підставі цього листа, генпрокуратура України порушила кримінальну справу за фактом наявності боргу ЄЕСУ (справа «за фактом», але не проти конкретних осіб).
12 жовтня 2011 (вже після того, як Тимошенко 11 жовтня була засуджена на 7 років за підписання «газових договорів з Росією») генпрокуратура України порушила кримінальну справу вже проти особисто Тимошенко. Тимошенко звинуватили в «спробі (саме у спробі) перекласти борги ЄЕСУ на держбюджет України» (за ч.2 ст.15 Кримінального Кодексу України «спроба вчинення злочину», ч.5 ст. 191 КК «привласнення і розкрадання майна в особливо великих розмірах організованою групою»). Сутність звинувачення генпрокуратури Україні полягала в тому, що прем'єр-міністр Лазаренко надав Газпрому гарантії уряду України, що у разі виникнення у ЄЕСУ заборгованості з оплати газу, уряд погасить ці борги: «Тимошенко, достовірно знаючи про гарантії уряду і маючи реальну можливість здійснити розрахунки за поставлений газ, з травня 2000 року припинила здійснення ЄЕСУ поставок для міноборони РФ, переклавши тим самим виконання своїх зобов'язань на державу в особі Кабінету міністрів». Регіоналка Богословська заявила, що Тимошенко погодилася на «газовий договір від 19.1.2009» лише тому, що Росія списала борги ЄЕСУ у 2005 році.
28 жовтня 2011 р. Шевченківський районний суд Києва задовольнив клопотання генпрокуратури України про відновлення строків на касаційне оскарження постанови про закриття кримінальних справ щодо всіх службовців ЄЕСУ. Тобто, хоча на подачу апеляції відводиться 7-14 днів, проте генпрокуратура відкриває справи, закриті 7 років тому стосовно родичів Тимошенко (стосовно чоловіка Олександра Тимошенко; свекра Геннадія Тимошенко, якому вже 75 років), стосовно таких працівників ЄЕСУ як: Євген Шаго, Антоніна Болюра, Лідії Сокольченко (Шаго, Болюра, Сокольченко є депутатами парламенту України), і т. д.

#### Ув'язка «справи ЄЕСУ» зі справою про «російсько-український газовий договір від 19 січня 2011»
Характерною особливістю нової справи ЄЕСУ (від 12.10.2011) є те, що (як стверджує генпрокуратура Україна) генпрокуратура отримала право на поновлення старих «справ ЄЕСУ», тільки через те, що Ю. Тимошенко «зробила новий злочин» (розпорядилася про підписання «російсько-українських газових договорів від 19.1.2009»):
- «Строки давності по даній справі (справі ЄЕСУ) не минули, оскільки, як відомо, в січні 2009 року Тимошенко зробила злочин (договір з Росією), і відповідно до закону з того моменту строки давності щодо притягнення до кримінальної відповідальності перериваються і починають відраховуватися заново», — пояснює генпрокуратура України[28].

#### Розмір боргу
Сума 405.5 млн дол. визначена рішеннями декількох судів Російської Федерації (суди приймали рішення ще до 2005 року), в які зверталося Міноборони Росії з позовами до ЄЕСУ. Ця сума включає не тільки початковий борг, а й нараховані на нього значні штрафи та пені за неустойку. Нарахування цих штрафів значно збільшило розмір боргу. Тимошенко стверджує, що «в таких сумах, як зазначено, навіть близько такого боргу не було».

#### Причина виникнення боргу
Генпрокуратура Україна в постанові про порушення справи від 12 жовтня 2011 року, стверджує, що корпорація ЄЕСУ припинила поставки будівельних матеріалів в Росію з травня 2000 року, хоча мала можливість виконати договір.
Тимошенко ж стверджує, що президент Кучма та Микола Азаров (був у ті роки керівником Податкової інспекції України) після 1996 року необґрунтованими штрафами «конфіскували всі активи ЄЕСУ», що унеможливило подальшу співпрацю ЄЕСУ з російською стороною (у газовій сфері та у сфері поставки будівельних матеріалів): «Це була політична операція, за яку несуть відповідальність Кучма і Азаров».
Георгій Олійник розповідав у квітні 2002 року (кореспонденту газети «Московський комсомолець»):
- «Спочатку „ЄЕС України“ свої зобов'язання почало виконувати. Було поставлено майна приблизно на 123 мільйони, але раптом президент (Єльцин) вводить ПДВ на всі товари з Україною: двадцять відсотків. Відповідно, ціна будматеріалів зростає. Це тим більш дивно, що керівник Державної податкової служби Артюхов був у числі тих, хто підписував угоду. Тільки-тільки відбилися від ПДВ (ПДВ на дані поставки скасували) — нова напасть: український уряд відбирає у „ЄЕС Україна“ право на зовнішньоекономічну діяльність, а це означає, що нічого більше постачати вони нам не можуть»[30].

Ця заборона для ЄЕСУ на зовнішньоекономічну діяльність, сталася в середині 1998 року; «уряд України (президент Кучма)» заборонив ЄЕСУ постачати матеріали до Росії з середини 1998 року.
Після зупинки поставок, Міноборони Росії (в тому числі фінансовий главк Олійника) направили безліч письмових звернень у всі інстанції, зверталися до прем'єр-міністра, президента, до українського уряду: марно.

#### Україна не визнає цей борг
Прем'єр Азаров неодноразово (влітку 2011 року) заявляв, що Україна не має наміру повертати будь-які борги ЄЕСУ. Також влітку 2011 року, міністр юстиції Олександр Лавринович направив слідчій комісії Верховної Ради листа (у відповідь на їх запит про «державні гарантії по боргах ЄЕСУ») в якому офіційно повідомив, що «державних гарантій по боргах ЄЕСУ» не було, і що «Україна як держава не несе відповідальності за дії суб'єктів зовнішньоекономічної діяльності».
Тимошенко неодноразово заявляла, що цей «лист міністра юстиції Лавриновича» повністю знімає з неї будь-які звинувачення у «спробі перекласти борги ЄЕСУ на держбюджет», оскільки не було ніяких юридичних можливостей це зробити (бо не було державних гарантій).

#### В Росії жодна людина не визнана винною у «справі ЄЕСУ і Міноборони»
Характерно те, що в Росії по «справі ЄЕСУ і Міноборони» обвинувальний вирок був винесений лише одному Георгію Олійнику, але і він був амністований через три місяці (тобто реально «відсидів у справі ЄЕСУ і Міноборони» лише три місяці), а наступного року (у листопаді 2003 року) Олійник був повністю реабілітований Президією Верховного суду Росії «через відсутність складу злочину».
Ще два чиновники (підполковники Олександр Ізгагін і Борис Чурилов) були виправдані судом в 2003 році; ще по чотирьох чиновникам (три генерали з фінансового главку Міноборони, і перший заступник міністра фінансів Андрій Вавілов) кримінальні справи були закриті у 2001—2002 роках.
Правда, 8 серпня 2002 року Георгій Олійник був заарештований у справі про продаж «державних валютних облігацій» Воєнбанку (чим нібито завдав державі збитків на 60 млн дол.); в 2003 році Олійник був засуджений по справі Воєнбанку (з позбавленням військового звання і нагород), і звільнений лише влітку 2005 року (тобто пробув в ув'язненні близько трьох років). Але ця справа про «державні валютні облігації» ніяк не пов'язана з ЄЕСУ та Тимошенко.

#### Реакція Росії на нову справу ЄЕСУ
Росії негайно, негативно відреагувала на порушення «нової справи ЄЕСУ»:
- 14 жовтня 2011 року, прес-секретар прем'єр-міністра Росії Дмитро Пєсков заявив: «Ми ніколи не підтримували Київ у переслідуванні Тимошенко і особливо — в прив'язці цих кримінальних справ до контрактів між Газпромом і Нафтогазом. Ми не раз давали це зрозуміти українській владі, причому по всіх каналах. Ніхто й не міг припустити, що лист (Міноборони Росії) буде використано саме так»[26].
- 14 жовтня 2011 року, генерал-полковник Леонід Івашов (начальник Головного управління міжнародного військового співробітництва Міністерства оборони РФ в 1996—2001 роках) пояснив, що Росія пробачила борг ЄЕСУ, і закрила справу проти Юлії Тимошенко: «Нова справа — це фальш. Росія, по суті, пробачила Україні цей борг заради більш високих стратегічних цілей».[39]

Тобто, Росія не підтримала відкриття цієї справи, оскільки (як повідомляла преса), тему «боргів ЄЕСУ» влада України використовує для відкриття справ проти Тимошенко, які пов'язані зі спробами перегляду газових угод з Росією;
 — Зазначені борги (405 млн дол.) уряд України не має наміру віддавати (про це неодноразово і в категоричній формі заявляв прем'єр-міністр Азаров), по тій причині, що справи давно закриті, і термін давності минув.